# Arrissoules
Arrissoules (toponimo francese) è una frazione del comune svizzero di Rovray, nel Canton Vaud (distretto del Jura-Nord vaudois).

## Storia

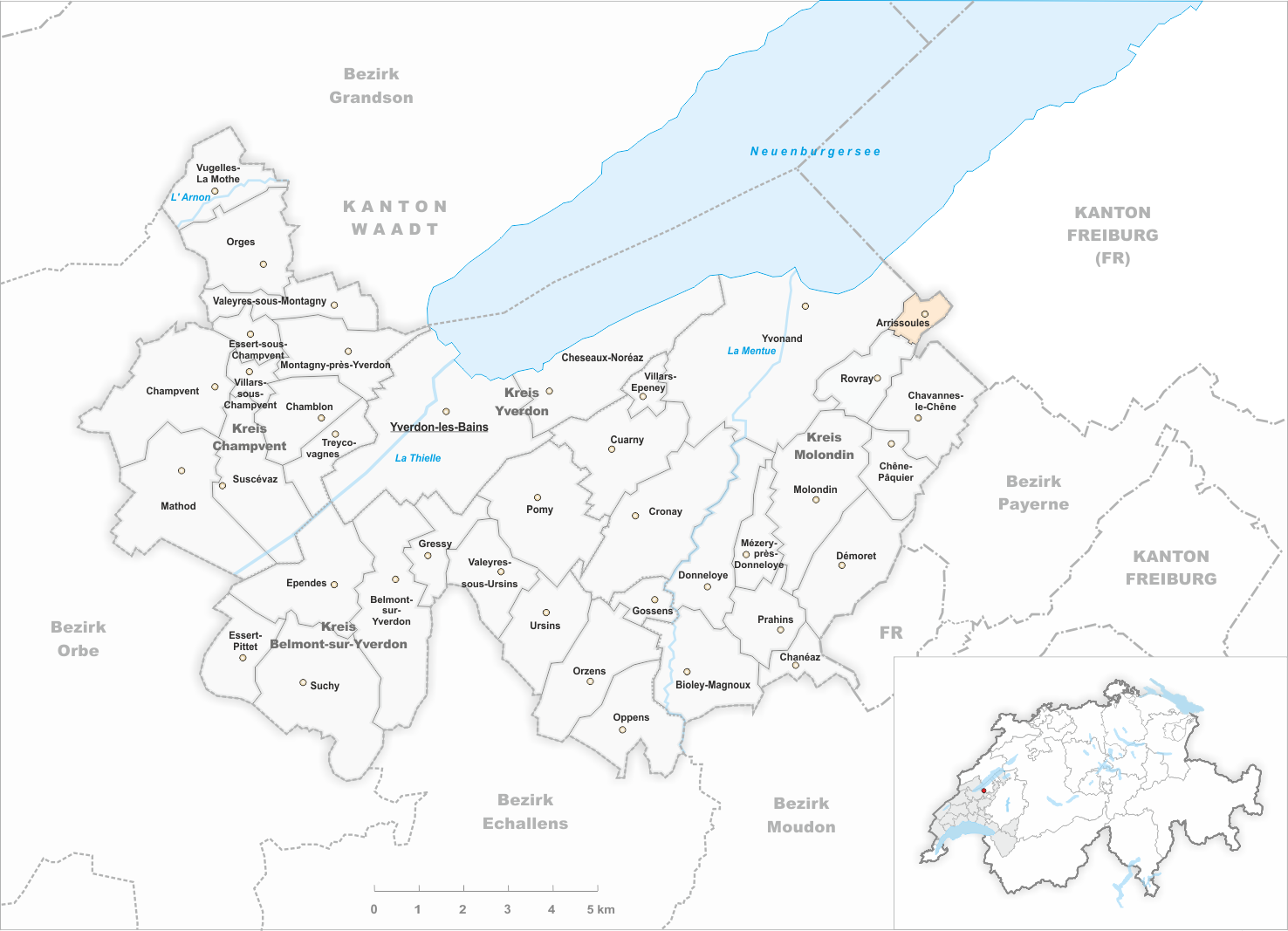
Il territorio del comune di Arrissoules prima degli accorpamenti comunali del 2005

Già comune autonomo che apparteneva al distretto di Yverdon e che si estendeva per 0,83 km², nel 2005 è stato accorpato al comune di Rovray.

## Società

### Evoluzione demografica
L'evoluzione demografica è riportata nella seguente tabella:
Abitanti censiti

## Amministrazione
Ogni famiglia originaria del luogo fa parte del cosiddetto comune patriziale e ha la responsabilità della manutenzione di ogni bene ricadente all'interno dei confini della frazione.